# Де Хевиланд DH.82 Тајгер Мот
Де Хевиланд DH.82 Тајгер Мот (енгл. de Havilland DH 82 Tiger Moth) је двокрилни двоседи авион за основну летачку обуку пилота мешовите конструкције, претежно од дрвета и платна, са неувлачивим класичним стајним трапом. Производио се у Великој Британији у фабрици де Хевиланд еркрафт компани.

## Развој
Авион Де Хевиланд DH 82 Тајгер Мот  је пројектовао Geoffrey de Havilland 1930. године. Пројектован је на основу његовог претходника Де Хевиланд DH 60 Мот као једномоторни двокрилац са два члана посаде (инструктор и ученик) и намењен је основној обуци пилота у РАФ-у (који је поставио тактичко техничке услове за тај авион).
Прототип овог авиона за основну обуку пилота полетео је 26. октобра 1931. године. Убрзо је уведен у пилотске школе РАФ-а, а потом и у цивилне аероклубове. Сем у Енглеској, Тајгер Мот производио се по лиценци у земљама британског Комонвелта и у Канади, Норвешкој, Шведској и Португалији, а 200 авиона испоручено је 1942. године Американцима који су их користили под ознаком ПТ-24. Такође је коришћен као радио-управљане беспилотна мета под именом Квин Би (Queen Bee - Матица). До 1952. године, када је прекинута производња, укупно је направљено око 8.000 комада у разним верзијама које су се првенствено разликовале по снази мотора.

## Технички подаци
Авион Де Хевиланд DH.82 Тајгер Мот је двокрили двоседи једномоторни авион мешовите конструкције.
Труп му је правоугаоног попречног пресека, са полукружном горњом страном. У трупу су била два седишта постављена у тандем редоследу (једно иза другог). Предњи део трупа где се налазио мотор, био је обложен алуминијумским лимом, а остатак трупа био је обложен импрегнираним платном или дрвеном лепенком. Авион је имао дупле команде и идентичне инструмент табле у оба кокпита.
Авион је најчешће био опремљен ваздухом хлађеним линијским мотором, Де Хевиланд Џипси III до Џипси Мајор снаге од 90 до 108 kW.
Крила су била дрвене конструкције пресвучена импрегнираним платном релативно танког профила са две рамењаче. На средишњем делу горњег крила налазио се резервоар за гориво. Крилца за управљање авионом су се налазила и на доњим крилима. Крила су између себе била повезана са једним паром дрвених упорница. Затезачи су били од клавирске челичне жице. Оба крила су била благо стреласта, имала облик правоугаоника истих димензија с тим што је горње крило било померено према кљуну авиона у односу на доње. Крила су се могла преклопити у назад према репу авиона што је олакшало паркирање авиона у хангарима. Конструкције репних крила и вертикални стабилизатор као и кормило правца су била направљена од дрвета пресвучена платном.
Авион је имао класичан стајни трап са два точка опремљена гумама ниског притиска напред и еластичну дрвену дрљачу на репу авиона. Стајни орган је био направљен од заварених челичних цеви, класичан фиксан са еластичном осовином, у ногама стајног трапа су били уграђени амортизери. На стајни орган се веома лако могу монтирати скије или пловци.

## Оперативно коришћење
Авион Де Хевиланд DH.82 Тајгер Мот се производио од 1932 до 1952. године а укупно је произведено 8.868 примерака. У Великој Британији се производио у фабрици де Хевиланд еркрафт компани и Морис Мотор Лтд преко 7000 примерака.  По лиценци је произведено  у неколико земаља у свету: Канада (1548), Аустралија (1070), Нови Зеланд (133), Норвешка (38), Португалија (91) и Шведска (23).
Прва примена ових авиона у школовању борбених пилота почела је фебруара 1932. године у РАФ-овој Централној пилотској школи и пред почетак Другог светског рата за обуку пилота у британским пилотским школама је било 500 ових авиона. До Другог светског рата Тајгер Мот је постао стандард за обуку пилота у свим земљама Комонвелта а и шире, јер је коришћен у преко 40 земаља широм света.
Поред тога што је коришћен за обуку пилота Тајгер Мот је коришћен и за поморске патроле. Са тим патролама се почело у децембру месецу 1939. године, а ови авиони су се користили услед недостатка борбених авиона. Овај авион је коришћен и као лаки бомбардер јер је могао да носи 8 бомби масе 9 кг.

## Југославија
Први Де Хевиландови Мотови у Југославији коришћени су пре Другог светског рата као авиони за обуку и као хидроавиони са пловцима, били су то авиони Де Хевиланд DH.60 Mot. Током рата један аероклупски ДХ.60 Мот скриван је од окупатора и после рата оспособљен је за летење у фабрици авиона „Утва” у Панчеву као њена прва ревизија неког авиона.
Мада је Војно ваздухопловство Краљевине Југославије планирало да набави 50 авиона Тајгер Мот за потребе својих пилотских школа а та испорука је требало да се деси септембра месеца 1940. године до те испоруке због наступајућег рата  није дошло.
Новоформирано југословенско Ратно ваздухопловство је марта 1945. од Енглеза добило 20 Де Хевиланд DH.82 Тајгер Мотова за основну обуку пилота и курирске задатке. Били су распоређени у Задру све до 1949. године, када је 16 преосталих апарата предато на употребу Ваздухопловном савезу Југославије и додељено аероклубовима за обуку спортских пилота и вучу једрилица.
Последњи Тајгер је брисан из Југословенског регистра цивилних авиона 1964. године. Један примерак овог авиона се налази у Музеју ваздухопловства на аеродрому "Никола Тесла" у Београду. Изложени примерак (фабрички број 86-470, евиденциони број 0902) добијен је од Енглеза 17. јануара 1945. године под ознаком NМ150. До маја 1947. године коришћен је у пилотским школама РВ а потом је предат ВСЈ (Ваздухопловни Савез Југославије) где је добио цивилну регистрацију YU-CHX, а музеју је додељен од аероклуба „Утва” Панчево. Рестаурисан је у бојама и ознакама какве су биле док је коришћен у Задру.

## Земље које су користиле овај авион
| - Аргентина - Аустралија - Белгија - Боливија - Бразил - Канада - Чиле - Колумбија | - Куба - Данска - Грчка - Индија - Шпанија - Сједињене Државе - Велика Британија - Југославија |